# Nyusha
Anna Vladímirovna Shúrochkina (en ruso: Анна   Влади́мировна Шу́рочкина; n. Moscú, Unión Soviética, 15 de agosto de 1990), más conocida por su nombre artístico Nyusha (en ruso: Ню́ша), es una cantante de pop ruso. Es considerada una de las cantantes con más éxito en Rusia, con ocho sencillos número uno (tiene el récord de la mayor parte N ° 1 de sencillos en Rusia) y una gran popularidad en los medios de comunicación.

## Biografía

#### 1990-2006: Infancia y adolescencia
Anna Shurochkina (Nyusha) nació el 15 de agosto de 1990 en una familia de músicos. Su padre, Vladimir Shurochkin (nacido el 12 de abril de 1966) fue un exmiembro del grupo musical Laskovyi Mai (Ласковый май). Su madre, Irina Shurochkina cantaba en una banda de rock en su juventud. Cuando Anna tenía dos años, sus padres se divorciaron. Sin embargo, el padre y su hija todavía pasaron mucho tiempo juntos. La hermana de Nyusha, María Shurochkina, fue dos veces Campeón de Europa Junior en la natación sincronizada y su hermano, Ivan Shurochkin, hace trucos de artes marciales.
A los 11 años empezó a actuar en el escenario como el grupo Grizli. El grupo realizó una gira en Rusia y Alemania. A los 17 años cambió su nombre de Anna a Nyusha.

#### 2007-2009: Inicio de su carrera
En 2008 Nyusha tomó el séptimo lugar en el concurso internacional de la nueva ola de 2008 y también escribió la canción final de la heroína en la versión doblada de la película Encantada. En 2009, lanzó su primer sencillo Вою на луну (Voyu na lunu) o en Español "aullido a la luna". Su composición ganó Canción del Año 2009.

#### 2010-2011: Выбирать чудо (Choose Your Miracle) y el crecimiento de popularidad
En 2010, Nyusha lanzó su segundo single Не перебивай (No interrumpir). La canción se convirtió en el éxito en idioma ruso más popular en abril de 2010. La cantante fue nominada para el premio Muz-TV 2010 en la categoría Avance del año. Más tarde, en el año, también lanzó el álbum Выбирать чудо (Choose Your Miracle). El tercer sencillo es el título del álbum, alcanzó el puesto número 1 en Rusia a finales de 2010 y principios de 2011, y es una de sus canciones más exitosas hasta la fecha. También es uno de sus videos más vistos en YouTube.
En 2011, lanzó tres nuevos singles: Больно (It Hurts) y Выше (Higher). Estos son el cuarto y quinto singles de su álbum de debut, Выбирать чудо. Ambos singles fueron número 1 en Rusia, anotando su tercer y cuarto singles número uno respectivamente. También lanzó Plus Pres (Podemos hacerlo bien), un dúo con el cantante francés Gilles Luka.
El 22 de marzo, Nyusha fue nominada para el MUZ-TV en 2011, en las categorías de Mejor Cantante y Mejor Álbum. En octubre, Nyusha ganó la nominación a Mejor Ley Rusa en los MTV Europe Music Awards 2011. En diciembre, la revista Billboard incluyó la canción Выбирать чудо (Choose Your Miracle) en su lista de las mejores canciones editoriales de 2011, y la canción Больно (It Hurts) en las canciones de pop ruso más impresionantes y memorables de los últimos 20 años.

## Discografía

### Álbumes
- 2010 - Vybirat' chudo (Elegir el milagro)
- 2014 - Ob'edinenie (Unión)

### Sencillos
- 2009 - « Voyu na lunu » (Aúllo a la luna )
- 2010 - « Ne perebivai » (No interrumpas')
- 2010 - « Vybirat' chudo»  (Elegir el milagro')
- 2011 - « Bol'no » (Duele)
- 2011 - « Vyshe » (Más alto)
- 2012 - « Vospominanie » (El recuerdo)
- 2013 - « Naedine » (A solas)
- 2014 - « Tol'ko » (Solamente)
- 2014 - « Tsunami » (Tsunami)
- 2015 – « Gde ty, tam ya» (Donde estés, estoy yo)
- 2016 – « Tseluy » (Beso)
- 2016 – « Tebya Lyuvit' » (Amarte)
- 2017 – « Ne Boyus' » (No tengo miedo)
- 2018 – « Noch' » (Noche)